# 鈴木英之 (画家)
鈴木 英之（すずき ひでゆき、1962年 - ）は、日本の画家（版画、日本画、リトグラフ、水彩画、色鉛筆画）、日本画院会員、カルチャーセンター講師。自宅にて絵画教室を開催。

## 略歴
- 1962年 東京に生まれる。
- 1981年 玉川学園卒業。
- 1983年 東京デザイナー学院卒業
- 1988年 版画三人展（東京八重洲画廊）、ギャラリーほさか　個展（甲府）
- 1990年 並樹画廊　個展（京橋）
- 1991年 新井画廊　個展（銀座）、ギャラリーほさか　個展（甲府）
- 1992年 大八木画廊　個展（銀座）
- 1993年 ギャラリー愚怜　個展（本郷）、新井画廊　個展（銀座）
- 1994年 ギャラリーwith 個展（北千住ルミネ）
- 1995年 ギャラリー仁 個展（銀座）、ギャラリー愚怜　個展（本郷）、ギャラリーアトリエスズキ　個展（銀座）、大八木画廊　個展（銀座）
- 1996年 ギャラリー愚怜　個展（本郷）
- 1997年 東武百貨店美術画廊　個展（池袋）
- 1998年 ギャラリー愚怜　個展（本郷）
- 1999年 ギャラリーアトリエスズキ　個展（銀座）
- 2000年 上野松坂屋南館７F　美術サロン　個展（上野）、ギャラリー愚怜　個展（本郷）
- 2001年 ギャラリー愚怜　個展（本郷）
- 2004年 ギャラリーくぼた　個展（京橋）
- 2008年 ギャラリーくぼた　個展（京橋）
- 2009年 ギャラリーアトリエスズキ　個展（銀座）
- 2010年 ギャラリー愚怜　個展（本郷）
- 2011年 古春堂画廊　個展（甲府）
- 2012年 ギャラリー愚怜　個展（本郷）、第72回 日本画院展　出品（びわ）
- 2013年 古春堂画廊　個展（甲府）
- 2015年 第75回 日本画院展　出品（ミモザの花）
- 2016年 第76回 日本画院展　出品（アンセリウム）
- 2017年 第77回 日本画院展　出品（ミモザ）
- 2018年 第78回 日本画院展　出品　奨励賞（ひまわり）会員推挙

## 親族
- 母：鈴木美江（日本画家）
- 父：鈴木久雄（映像作家）
- 祖父（母方）：望月春江
- 祖父（父方）：鈴木千久馬